# 正徳帝
正徳帝（せいとくてい）は、明の第11代皇帝。諱は厚㷖（こうしょう）。廟号は武宗 （ぶそう）。日本では治世の元号から一般に正徳帝と称されている。
弘治帝が立て直した国勢を再び衰退させ、明朝滅亡の要因を作り出した皇帝であると言える。

## 生涯
弘治帝の長男として生まれる。母は張皇后。

明武宗朝服像

即位直後からチベット仏教に傾倒し、「豹房」と呼ばれる建築物を宮中に設置、歌舞音曲を演奏し、チベット仏教経典を読経し耽色した生活を送っていた。
このように政務を省みない状況で朝政を担当したのは、正徳帝の幼少の頃からの遊び仲間だった宦官の劉瑾だった。劉瑾は賄賂政治で莫大な財を蓄え、最終的には皇位簒奪を企てた。この計画は密告により失敗し劉瑾は処刑されたが、簒奪計画があったことを知らされると酩酊していた正徳帝は皇位を望むのならば譲ろうと述べたことが史書には記されている。
正徳帝の放蕩な生活も続いたが、劉瑾の一件の後はその娯楽の対象が軍事となった。自らを「鎮国公総督軍務威武大将軍総兵官朱寿」と称し、軍人を相手に紫禁城の中で軍事教練や演習を行ったりしていたが、それでは飽き足らなくなり、やがて親征を行うとして大軍を動員、これを自ら率いて各地へ行軍するようになった。しかしそもそも敵軍がいない中で親征とは名ばかりで、行軍先では地元の美女を誘拐して陣中で淫楽に耽るのがその最たる目的だった。とある時は夜の紫禁城にて正徳帝は周りに兵士を置き馬に乗り、ライトアップをさせて「蛮族の首を取ってきたぞ」と叫んだと言う。また、正徳帝は火が好きであったらしく紫禁城が火事で燃えた際に「何と美しい花火なのだ」と言ったという。
こうした度重なる親征により明の国庫は逼迫し、その穴埋めは重税でまかなわれた。民衆への過度な負担を強要する朝廷に対し、この頃各地で安化王の乱、劉六劉七の乱、寧王の乱などの叛乱が多発している。寧王の乱が勃発した際にも反乱鎮圧を口実にまた親征と称した南遊を計画したが、その間に現地の王陽明から反乱を鎮圧した旨を記した上奏が届いたのにもかかわらず、正徳帝はこれを意にも介さずに大軍を率いて南京へ出陣するという有様だった。
正徳15年（1520年）、水遊びをしていた正徳帝は坐乗の舟が転覆して水に落ちたことが原因で病に臥し、翌年に31歳で崩御した。崩御直前に自らを罪する詔を遺している。明はここでまた傾いた国勢をその後ついに取り戻すことがなかった。
嗣子がなく、従弟の興王の朱厚熜がその後継者となった（嘉靖帝）。

## 宗室

### 后妃
- 孝静毅皇后夏氏
- 淑妃沈氏、徳妃呉氏
- 馬氏、杜氏、戴氏、王満堂、劉良の娘

## 登場作品
正徳帝の生涯は死後に伝説化し、演劇や講談の題材となっている。
演劇
- 李漁『玉掻頭』
- 京劇『梅龍鎮』

テレビドラマ
- 『明朝皇伝 〜大王への道〜』（2018年、中国、演：リウ・ルイリン）